# Selgros

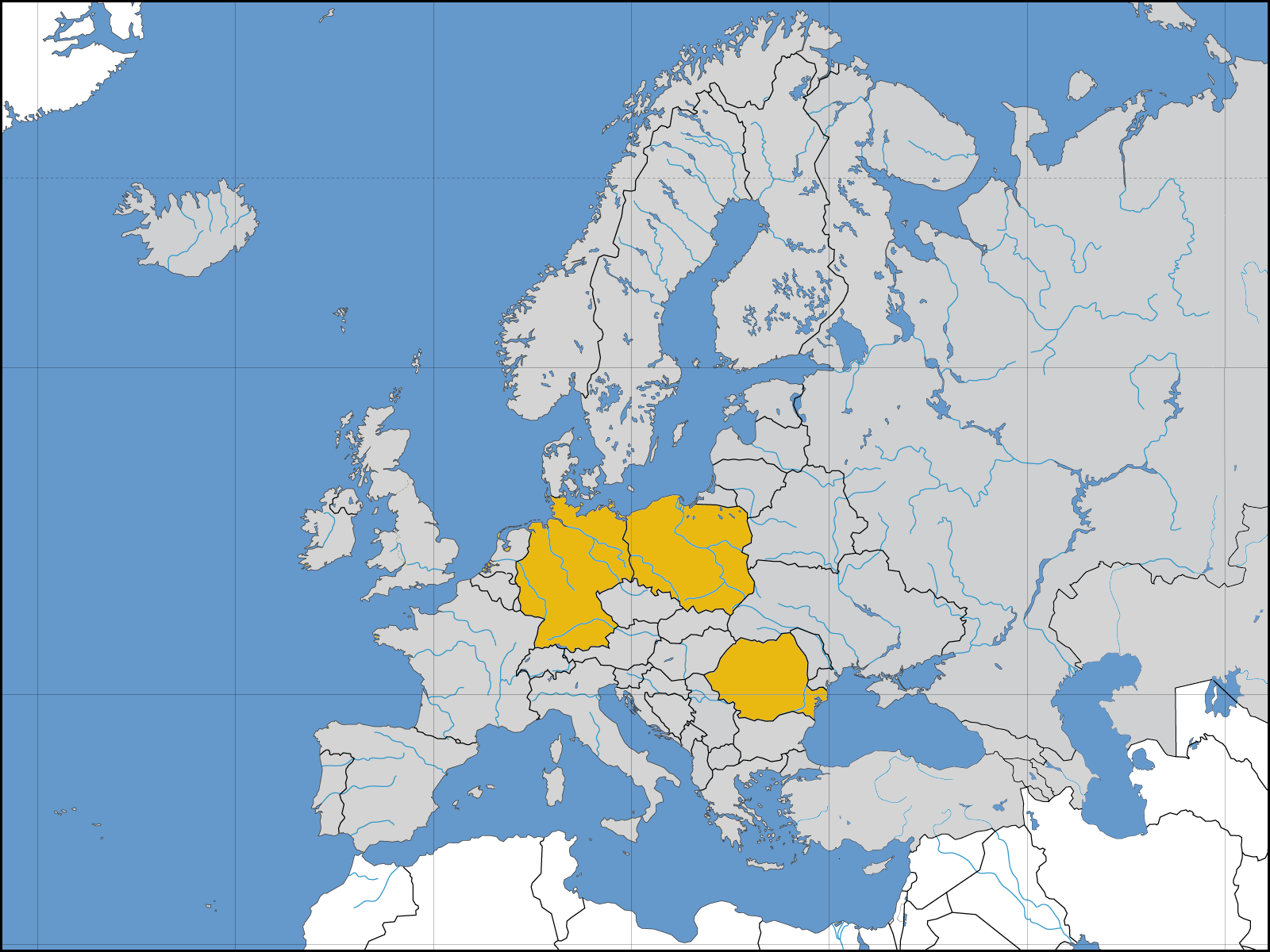
Selgros-tevékenységek Európában

A  Selgros egy nagy cash & carry cég Európában. Tulajdonosa a Transgourmet Holding, leányvállalata a Coop (Svájc). 1989-ben  közös vállalatként alakult a Rewe Group (50%), valamint az Otto Group (50%) tulajdonát képezve. 2008 márciusában a Rewe megvette a céget, 2008 októberében a Cooppal megalapította a Transgourmet Holding társaságot. 2011-ben a Transgourmet felvásárolta a Coop fennmaradó érdekeit.

## Európai üzletek
| Ország        | Első hipermarket | Hipermarketek száma 2018-ban |
| ------------- | ---------------- | ---------------------------- |
| Németország   | 1959             | 41                           |
| Románia       | 2001             | 22                           |
| Lengyelország | 1997             | 18                           |
| Oroszország   | 2008             | 10                           |

### Románia
Romániában a Selgrosnak összesen 22 hipermarkete van szerte az országban: négy üzlet Bukarestben, két üzlet Konstancán és Marosvásárhelyen, egy üzlet Temesváron, Kolozsváron, Jászvásáron, Craiován, Aradon, Nagyváradon, Brassóban, Ploiești-en, Bákóban, Szucsáván, Galați-on, Brăilán, Besztercén, Gyulafehérváron.

### Lengyelország
Lengyelországban a Selgros 18 hipermarketet nyitott: három üzletet Varsó, Wrocław, Łódź városokban, egy üzletet Szczecin, Gdańsk, Białystok, Bytom, Radom, Krakkó, Poznan, Katowice, Lublin városokban.

## Fordítás
Ez a szócikk részben vagy egészben  a   Selgros című angol Wikipédia-szócikk ezen változatának fordításán alapul.  Az eredeti cikk szerkesztőit annak laptörténete sorolja fel. Ez a jelzés csupán a megfogalmazás eredetét és a szerzői jogokat jelzi, nem szolgál a cikkben szereplő információk forrásmegjelöléseként.